# Grote glimmer
De grote glimmer (Amara majuscula) is een keversoort uit de familie van de loopkevers (Carabidae). De wetenschappelijke naam van de soort werd in 1850 gepubliceerd door Maximilien de Chaudoir.